# فلدکیرشن
فلدکیرشن (به آلمانی: Feldkirchen, Upper Bavaria) یک شهر در آلمان است که در منطقه مونیخ واقع شده‌است.

## خصوصیات
فلدکیرشن ۶٫۴۱ کیلومترمربع مساحت دارد ۵۲۳-۶۳۱ متر بالاتر از سطح دریا واقع شده‌است.

## نگارخانه

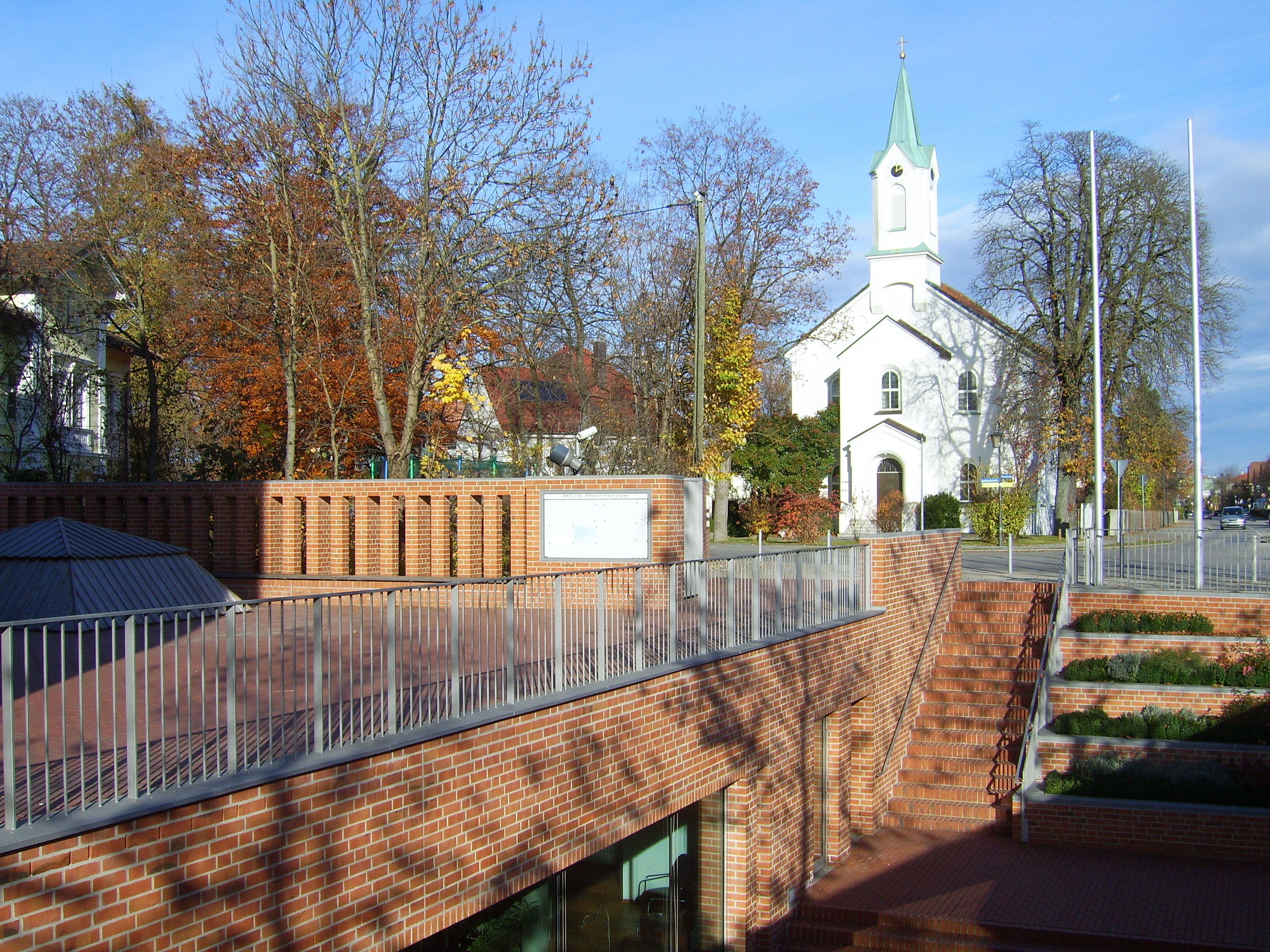
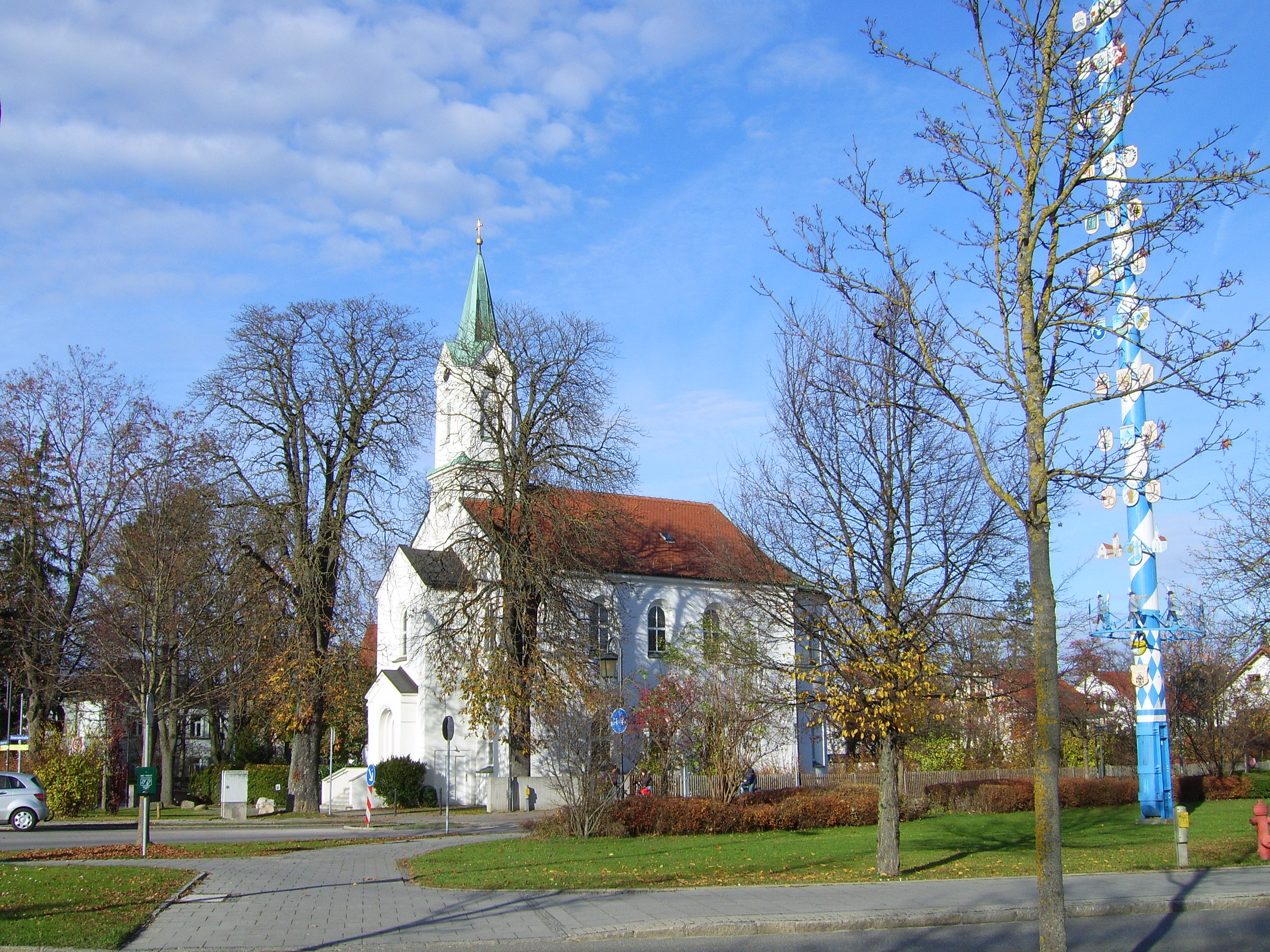